# Gaustabanen

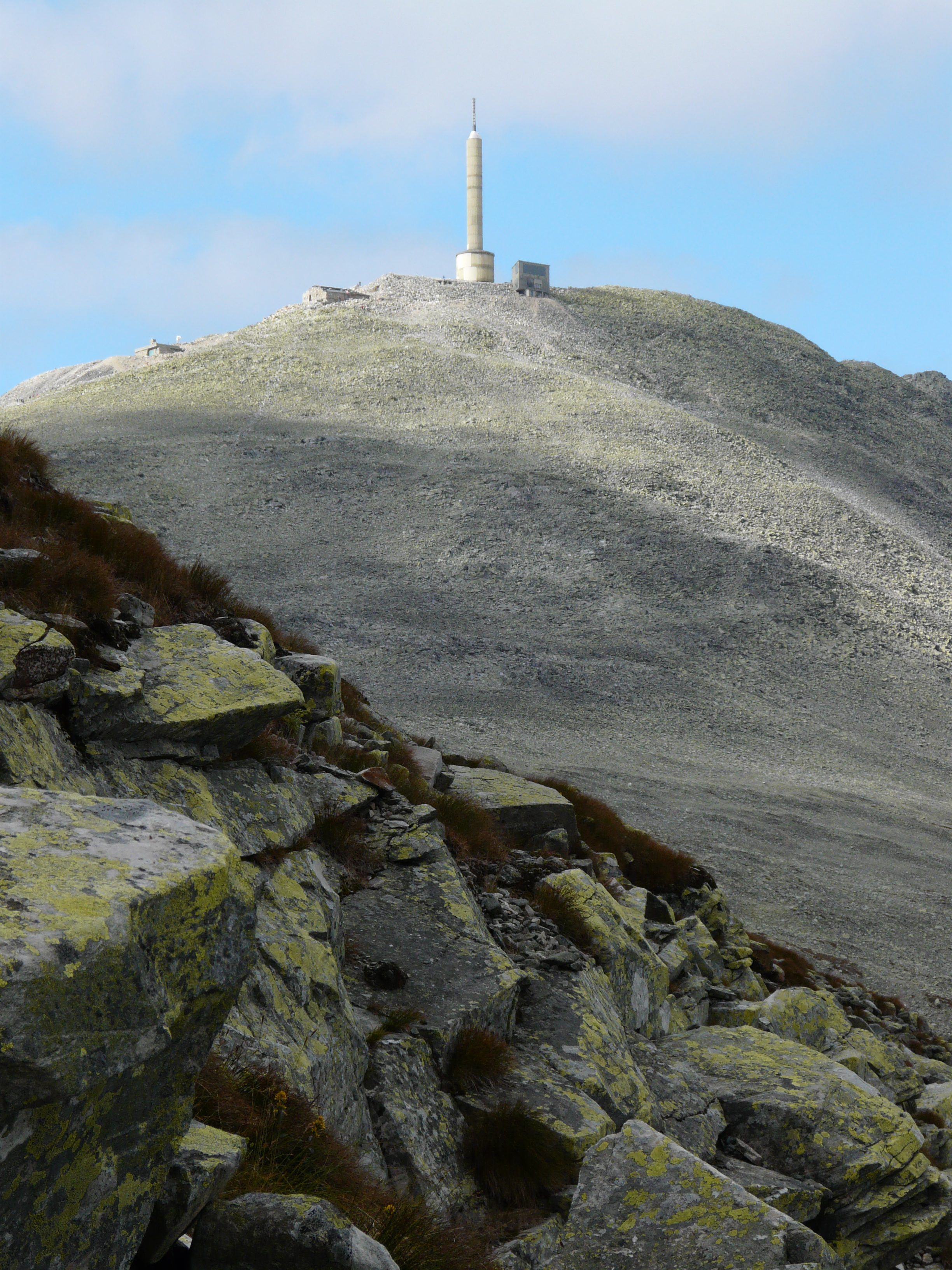
Gaustatoppen met het eindstation voor de kabelbaan en Gaustahytta en de radiomast

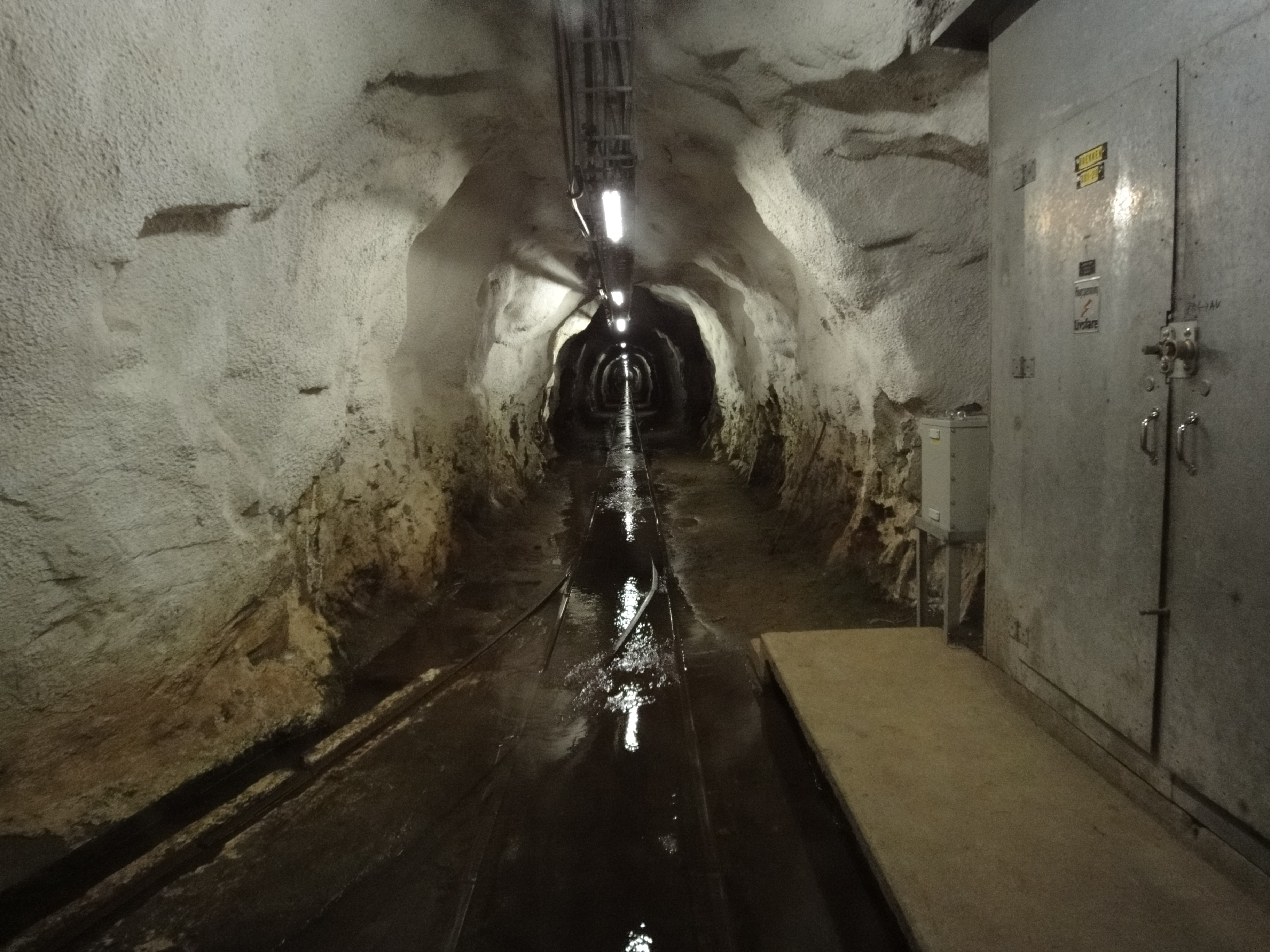
Tunnel tussen Brekket, het overstappunt en het beginpunt

Gaustabanen is een kabelspoorweg die in een tunnel is gebouwd in de berg Gaustatoppen. De baan bestaat uit twee gedeeltes en vervoert mensen vanaf een ingang op ongeveer 1000 meter hoogte naar de Tuddalstippen die op 1800 meter hoogte ligt. Het eerste deel gaat vrijwel horizontaal de berg in, waarna men overstapt in een funiculare, een karretje dat 860 meter met 39 graden omhoog gaat.

## Geschiedenis
Gaustabanen werd gebouwd om personeel te vervoeren naar de zendmast die boven op Gaustatoppen werd gebouwd. Deze mast speelde een belangrijke rol in het communicatienetwerk in Noorwegen en had daarmee een militaire functie. De baan werd aangelegd in 1958 en kostte toen een miljoen dollar.
Bij de bouw werd rekening gehouden met de mogelijkheid voor toeristisch gebruik, maar in de periode van de koude oorlog bleef de baan gesloten voor publiek gebruik. Gaustabanen zorgde ervoor dat onderhoud aan de mast onder alle weersomstandigheden mogelijk was. Pas in 2006 werd Gaustabanen opengesteld voor toeristen. In 2010 werd de baan geheel ingericht voor toeristisch gebruik.